# Gesellschaft für Universitäts- und Wissenschaftsgeschichte
Die Gesellschaft für Universitäts- und Wissenschaftsgeschichte (GUW) fördert durch interdisziplinäre, internationale Tagungen die wissenschaftliche Forschung und Lehre im Gesamtgebiet der Universitäts- und Wissenschaftsgeschichte.

## Geschichte
Die Gesellschaft für Universitäts- und Wissenschaftsgeschichte (GUW) wurde 1995 in Schloss Münchenwiler gegründet. Auf Initiative von Rainer Albert Müller (Eichstätt), Rüdiger vom Bruch (Berlin) und Rainer Christoph Schwinges (Bern) trafen sich hier Fachleute aus Deutschland, Österreich und der Schweiz vom 31. März bis 2. April 1995 während einer Tagung über „Perspektiven der Universitäts-, Bildungs- und Wissenschaftsgeschichte“ zur Gründungsversammlung. Als Gründungsmitglieder beteiligt waren Laetitia Boehm (München), Notker Hammerstein (Frankfurt/Main), Walter Höflechner (Graz), Peter Moraw (Giessen), Wolfgang Pross (Bern), Walter Rüegg (Bern/Veytaux), Anton Schindling (Tübingen), Klaus Schreiner (Bielefeld), Winfried Stelzer (Wien) und Klaus Wriedt (Osnabrück).
Die erste internationale Tagung zum Thema: „Artisten und Philosophen – Wissenschafts- und Wirkungsgeschichte einer Fakultät vom 13. bis zum 19. Jahrhundert“, führte die GUW im Juni 1997 im Centro Stefano Franscini der ETH Zürich auf dem Monte Verità (Ascona, Schweiz) durch. Weitere Tagungen folgten in der Regel in zweijährigem Rhythmus in Deutschland, Österreich und der Schweiz. Die Tagungsakten werden seit 1999 in der Reihe „Veröffentlichungen der Gesellschaft für Universitäts- und Wissenschaftsgeschichte (VGUW)“ publiziert.
Die GUW betreibt Nachwuchsförderung und untersucht Fragestellungen zu Herausforderungen des gegenwärtigen Universitätssystems. Nach Robert Gramsch-Stehfest hat die GWU die Universitäts- und Wissenschaftsgeschichte „stärker institutionalisiert und epochenübergreifend ausgerichtet“.

## Präsidenten
- 1995–2009: Rainer Christoph Schwinges, Professor für Allgemeine Geschichte des Mittelalters an der Universität Bern 1989–2008, Ehrenpräsident seit 2015
- 2009–2022: Martin Kintzinger, Professor für Mittelalterliche Geschichte an der Universität Münster (2002–2023)
- seit 2022: Marian Füssel, Professor für Geschichte der Frühen Neuzeit unter besonderer Berücksichtigung der Wissenschaftsgeschichte an der Georg-August-Universität Göttingen

## Publikationen (Auswahl)
- VGUW Band 1: Artisten und Philosophen – Wissenschafts- und Wirkungsgeschichte einer Fakultät vom 13. bis zum 19. Jahrhundert, hg. von Rainer Christoph Schwinges, Basel (Schwabe Verlag) 1999.
- VGUW Band 2: Juristen für das Reich. Die deutschen Rechtsstudenten an der Universität Bologna 1265–1425, hg. von Jürg Schmutz, Basel (Schwabe Verlag) 2000.
- VGUW Band 3: Humboldt international. Der Export des deutschen Universitätsmodells im 19. und 20. Jahrhundert, hg. von Rainer Christoph Schwinges, Basel (Schwabe Verlag) 2001.